# Tournoi de tennis de Göteborg
Le tournoi de Gotenorg ou Swedish Pro Tennis Championships est un tournoi de tennis professionnel masculin, joué à Göteborg (Suède) de 1972 à 1973. Il a fait partie du WCT Tour et était joué en dur indoor au Scandinavium.  

## Palmarès

### Simple
| No | Date       | Nom et lieu du tournoi | Catégorie | Dotation | Surface         | Vainqueur     | Finaliste      | Score         |  |
| -- | ---------- | ---------------------- | --------- | -------- | --------------- | ------------- | -------------- | ------------- |  |
| 1  | 06-11-1972 | , Göteborg             |           | NC $     | Moquette (int.) | John Newcombe | Roy Emerson    | 6-0, 6-3, 6-1 |  |
| 2  | 23-04-1973 | , Göteborg             |           | 50 000 $ | Moquette (int.) | Stan Smith    | John Alexander | 5-7, 6-4, 6-2 |  |

### Double
| No | Date       | Nom et lieu du tournoi | Catégorie | Dotation | Surface         | Vainqueurs              | Finalistes                     | Score         |  |
| -- | ---------- | ---------------------- | --------- | -------- | --------------- | ----------------------- | ------------------------------ | ------------- |  |
| 1  | 06-11-1972 | , Göteborg             |           | NC $     | Moquette (int.) | Tom Okker Marty Riessen | Ismail El Shafei Brian Fairlie | 6-2, 7-6      |  |
| 2  | 23-04-1973 | , Göteborg             |           | 50 000 $ | Moquette (int.) | Roy Emerson Rod Laver   | Nikola Pilić Allan Stone       | 6-7, 6-4, 6-1 |  |